# Премія «Сатурн» за найкращий DVD класичний фільм
Премія «Сатурн» за найкращий DVD класичний фільм — категорія премії Сатурн, яку вручає Академія наукової фантастики, фентезі та фільмів жахів. Категорія заснована у 2001 році.

## Лауреати і номінанти
• Лауреати виділені окремим кольором.
| Церемонія    | Фільм                                  | Оригінальна назва                   |
| ------------ | -------------------------------------- | ----------------------------------- |
| 28-а (2002)  | • Білосніжка і семеро гномів           | Snow White and the Seven Dwarfs     |
| 29-а (2003)  | • Іншопланетянин                       | E.T. the Extra-Terrestrial          |
| 30-а (2004)  | • Пригоди Робін Гуда                   | The Adventures of Robin Hood        |
| 31-а (2005)  | • Світанок мерців (Останнє видання)    | Dawn of the Dead (Ultimate Edition) |
| 32-а (2006)  | • Чарівник країни Оз                   | The Wizard of Oz                    |
| 33-тя (2007) | • Ґодзілла                             | ゴジラ Gojira                       |
| 34-а (2008)  | • Загін монстрів                       | The Monster Squad                   |
| 35-а (2010)  | • Психо (Серія універсальної спадщини) | Psycho (Universal Legacy Series)    |
| 37-а (2011)  | • Портрет Доріана Грея                 | The Picture of Dorian Gray          |
| 38-а (2012)  | • Метрополіс                           | The Complete Metropolis             |
| 40-а (2014)  | • Гелловін (Видання до 35-ї річниці)   | Halloween 35th Anniversary Edition  |
| 42-а (2016)  | • Чудо-міля                            | Miracle Mile                        |
| 43-тя (2017) | • Подорож у машині часу                | Time After Time                     |
| 44-а (2018)  | • Рятувальний човен                    | Lifeboat                            |
| 45-а (2019)  | • Космічна одіссея 2001 року (4K)      | 2001: A Space Odyssey (4K)          |
| 46-а (2021)  | • Доктор Циклоп (Спеціальне видання)   | Dr. Cyclops (Special Edition)       |